# 佐久間家村
佐久間 家村（さくま いえむら、生没年不詳）は、鎌倉時代の武将。三浦義明の孫。通称太郎。佐久間氏の祖。

## 略歴
佐久間氏は相模国の三浦義明の四男である多々良義春の嫡男・家村が佐久間姓を名乗ったことに始まる。安房国佐久間（現・千葉県安房郡鋸南町上佐久間、下佐久間）がその所領であったことに由来するという。
元久2年（1205年）、家村は北条時政の命を受け三浦義村と共に畠山重保を謀殺して畠山重忠の乱のきっかけを作っている。
江戸時代の『寛政重修諸家譜』の佐久間氏（三浦氏一族）の項の記述によれば、和田義盛の嫡男である常盛の嫡男・朝盛を養子とし、佐久間氏を継がせたとある。この記述に従えば佐久間氏は和田氏の嫡流ということになる。